# Museum W
Museum W, tot 2020 het Gemeentemuseum Jacob van Horne, is een museum voor cultuurhistorie en hedendaagse kunst in de stad Weert in de Nederlandse provincie Limburg. Het museum is in mei 2022 na een verbouwing en herinrichting heropend.  

## Geschiedenis

### 1936: een bescheiden begin
Het Stedelijk Museum is een initiatief van de Weertse gemeenteambtenaar Pierre Linssen. Hij zou de eerste curator worden van het museum en werd daarbij wetenschappelijk ondersteund door P. Marculphus Heijer, O.F.M.. Het museum opende in de week voor kerstmis 1936, in een zolderkamertje van het gemeentehuis.
De collectie werd vanuit bruiklenen bijeengebracht. Deze bestond in 1938 uit prehistorische vondsten, prenten, munten, voorwerpen van schuttersgilden en folklore, betreffende Weert en het voormalige Land van Horne. Vaste openingstijd was zondag tussen twee en vier uur. Entree was een dubbeltje. Op afspraak konden groepen langskomen en rondleidingen plaatsvinden, ook buiten de reguliere openingstijden.

## Gebouw
Museum W is gevestigd in het oude stadhuis van Weert, tegenover de Sint-Martinuskerk. De geschiedenis van het gebouw gaat terug tot 1543. Uit die tijd resteren nog een groot gedeelte van de zuidgevel, en de kelders. In 1826 werd het gebouw ingrijpend verbouwd, waarbij de Laatgotische gevel en toren werden afgebroken. Het huidige aanzicht dateert van 1913 en is naar ontwerp van J. Rouleau.
Museum W is omstreeks 2021-2022 ingrijpend verbouwd. Door het gebouw te restaureren, renoveren en te voorzien van een nieuwe museale inrichting, is het rijksmonument toekomstbestendig gemaakt. Zowel de buitenkant als het interieur is vernieuwd. De goudkleurige gevel is een ontwerp van de Limburgse vormgever Maurice Mentjens. 

## Collectie

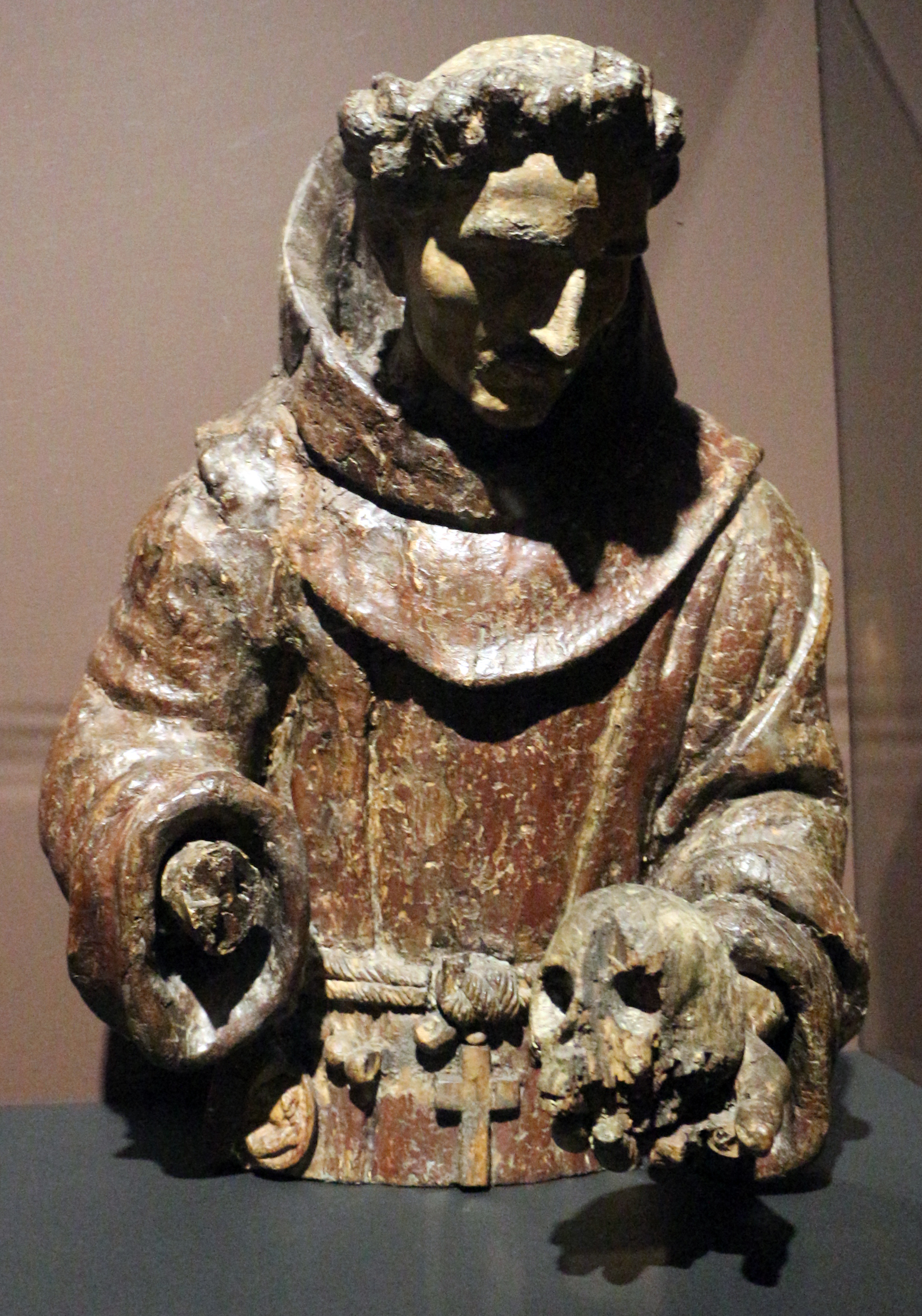
Houten beeld van een franciscaan, ca. 1700

Museum W bezit een omvangrijke collectie die door zijn historische oorsprong twee gezichten kent: regionaal en religieus. De collectie heeft betrekking op het spirituele erfgoed van Franciscus van Assisi en de geschiedenis van de franciscanen in Nederland. De collectie omvat schilderijen, beelden, zilver, textilia en voorwerpen van volksdevotie vanaf de middeleeuwen. Hoofdmoot van de collectie wordt gevormd door voorwerpen uit het bezit van de Nederlandse orde der minderbroeders franciscanen, de kloosterorde van Franciscus van Assisi, zie het artikel over het Minderbroedersklooster.
Het museum beheert 19 schilderijen van de 18e-eeuwse schilder Jacob de Wit. Deze schilderijen zijn afkomstig uit de oude franciscaanse pastorie van de Mozes en Aäronkerk te Amsterdam.
Tevens bezit het museum diverse andere schilderijen, bijvoorbeeld van de 17e-eeuwse schilders Pieter de Grebber, Jan Lievens, Frans en Ambrosius Francken en een reeks pastoors- en kapelaansportretten met werk van onder andere Adriaan de Lelie en Carel Frans Philippeau.
Het museum bezit afbeeldingen van Franciscus van Assisi, Antonius van Padua en andere heiligen van de orde der minderbroeders. 
Het oudste kerststalletje van West-Europa, dat dateert uit het begin van de 16e eeuw, behoort tot de collectie.
Verder bezit het museum een collectie devotionalia, textilia zoals kazuifels en kantwerk vanaf de 15e eeuw en een verzameling religieuze edelsmeedkunst uit de 17e tot 20e eeuw, met een belangrijke deelcollectie van werkstukken uit de Kunstwerkplaatsen Esser uit Weert. Sinds 2011 beschikt het museum ook over de ateliercollectie van de Kunstwerkplaatsen, die bestaat uit meerdere duizenden tekeningen, modellen en werktuigen.
De collectie Limburgse oude kunst bevat middeleeuwse beelden en schilderijen, waaronder een zittende Maria met kind uit de 13e eeuw, een albasten Maria met kind uit 1350, beelden van Jan van Steffeswert (de zogenaamde meester van Elsloo) en een schilderij van Maria met Kind van Barend van Orley.
De collectie omvat ook 19e en 20e-eeuwse werken van kunstenaars als Charles Vos, Désirée Tonnaer en David Groen.
De museumcollectie omvat ook hoogtepunten uit de historische collectie van de regio. Uit de oude steentijd en late brons- en ijzertijd zijn diverse artefacten, zoals schrapers, pijlpunten, urnen en sieraden, bewaard in de collectie. Uit de Romeinse tijd dateren een aantal bronzen wijnzeven en bekkens. De late middeleeuwen zijn vertegenwoordigd door diverse gebruiksgoederen zoals de tinnen stadskannen. Binnen de collectie is er ook aandacht voor de heren van Weert (onder andere Filips van Montmorency) en de schuttersgilden.
Uit de tijd van de vroege industrialisatie bezit het museum onder andere een collectie pijpen afkomstig van de fabriek Trumm-Bergmans. Ook bezit het museum enkele staande klokken afkomstig van Weerter klokkenmakers uit de 18e eeuw: Petronella van den Wijngaard, Nicolaas Gregoire en Petrus A. de Coster.
Daarnaast beheert het museum ook een collectie regionale moderne en hedendaagse kunst.